# For the Roses
For the Roses är ett musikalbum av den kanadensiska musikartisten Joni Mitchell, utgivet i oktober 1972 på Asylum Records. Albumet släpptes mellan de två albumen Blue och Court and Spark, Mitchells kommersiellt mest framgångsrika album. For the Roses finns dock, sedan 2007, upptaget i Library of Congress nationella inspelningsarkiv, som det första och hittills enda av Mitchells album.

## Stil och mottagande
Albumets ljudbild drar märkbart åt jazz i flera låtar, samtidigt som arrangemanget ofta är mer piano- än gitarrbaserat. Dessutom använde hon för första gången mer komplicerade arrangemang med både jazz, orkester och komplexa sångharmonier. Många av sångerna kretsar kring kärleksprövningar, och den avslutande "Judgment of the Moon and Stars" är en sinfonietta med inspiration från Beethoven (undertiteln är "Ludwig's Tune").
"You Turn Me on I'm a Radio" släpptes som singel från albumet och nådde #25 på Billboard Hot 100-listan. Den något countryinspirerade låten togs fram av Mitchell efter en konkret bolagsförfrågan om en radiovänlig sång, och låttiteln fick en ironisk ton. När albumet 2007 infogades till Library of Congress nationella inspelningsarkiv, skedde det med argumentet att albumet presenterar den perfekta kombinationen mellan den tidiga Mitchells själfulla kompositioner med den senare Mitchells mer jazzinfluerade toner.

## Låtlista
(alla låtar komponerade och producerade av Joni Mitchell)
1. "Banquet" – 3:01
2. "Cold Blue Steel and Sweet Fire" – 4:17
3. "Barangrill" – 2:52
4. "Lesson in Survival" – 3:11
5. "Let the Wind Carry Me" – 3:56
6. "For the Roses" – 3:48
7. "See You Sometime" – 2:56
8. "Electricity" – 3:01
9. "You Turn Me on I'm a Radio" – 2:39
10. "Blonde in the Bleachers" – 2:42
11. "Woman of Heart and Mind" – 2:38
12. "Judgement of the Moon and Stars (Ludwig's Tune)" – 5:19

## Musiker[1]
- Joni Mitchell – sång, gitarr, piano
- Tom Scott – blåsinstrument
- Wilton Felder – bas
- Russ Kunkel – trummor
- Bobbye Hall – slagverk
- Bobby Notkoff – stråkinstrument
- James Burton – elgitarr (på "Cold Blue Steel and Sweet Fire")
- Graham Nash – munspel (på "You Turn Me On I'm a Radio")
- Stephen Stills – rockband (på "Blonde in the Bleachers")

## Listplaceringar
- Billboard 200, USA: #11[8]